# Pierre van der Plancke
Pierre Octave Auguste Marie Joseph van der Plancke (Gent, 2 maart 1880 - Brugge, 25 december 1957) was burgemeester van de Belgische gemeente Oostkamp.

## Levensloop
Pierre van der Plancke was de zoon van Octave van der Plancke (1813-1881) en die zijn tweede vrouw Albine van Maldeghem (1850-1906). Hij trouwde met Cecile van Caloen de Basseghem (1885-1956), dochter van de burgemeester van Varsenare Camille van Caloen de Basseghem. Ze hadden 9 kinderen.
In 1898 verkreeg hij opname in de erfelijke Belgische adel.

## Burgemeester van Oostkamp
In januari 1939 werd Van der Plancke burgemeester van Oostkamp. In 1942 moest hij de plaats ruimen voor oorlogsburgemeester Leo Vandekerckhove. Na de Bevrijding nam hij onmiddellijk zijn functie weer op en na de verkiezingen van oktober 1946 werd hij opgevolgd door notaris Georges Claeys.